# Davy Hodselmans
Davy Huberts Geradus Hodselmans (Stein, 6 februari 1993) is een Nederlands voetballer die doorgaans speelt als middenvelder. In juli 2014 verruilde hij Fortuna Sittard voor De Ster.

## Clubcarrière
Hodselmans speelde tussen 2003 en 2009 in de jeugdopleiding van Fortuna Sittard en tussen 2009 en 2012 was hij actief bij de jeugd van Alemannia Aachen en Roda JC. In de zomer van 2012 keerde de middenvelder terug in Sittard, waar hij eerst een jaar bij de beloften speelde. Op 30 augustus 2013 debuteerde hij voor Fortuna. Op die dag werd er met 3-1 verloren op bezoek bij FC Eindhoven en Hodselmans viel in de blessuretijd in voor Sjoerd Linssen. Na één seizoen in de Sittardse hoofdmacht verkaste hij naar De Ster.